# Phobia (album des Kinks)
Pour les articles homonymes, voir Phobia (homonymie).
Albums de The Kinks
UK Jive
(1989) To the Bone
(1994)
Singles
1. Scattered
Sortie : 8 mars 1993
2. Only a Dream
Sortie : 29 mars 1993

Phobia est un album du groupe de rock anglais The Kinks sorti en 1993. Il s'agit de leur unique album chez Columbia Records et de leur dernier album studio avant leur séparation, trois ans plus tard.

## Titres
Toutes les chansons sont écrites et composées par Ray Davies, sauf mention contraire.
| No  | Titre                               | Auteur                  | Durée |
| --- | ----------------------------------- | ----------------------- | ----- |
| 1.  | Opening                             |                         | 0:38  |
| 2.  | Wall of Fire                        |                         | 5:01  |
| 3.  | Drift Away                          | Ray Davies, Dave Davies | 5:05  |
| 4.  | Still Searching                     |                         | 4:52  |
| 5.  | Phobia                              |                         | 5:16  |
| 6.  | Only a Dream                        |                         | 5:04  |
| 7.  | Don't                               |                         | 4:36  |
| 8.  | Babies                              |                         | 4:47  |
| 9.  | Over the Edge                       |                         | 4:20  |
| 10. | Surviving                           |                         | 6:00  |
| 11. | It's Alright (Don't Think About It) | Dave Davies             | 3:34  |
| 12. | Informer                            |                         | 4:03  |
| 13. | Hatred (A Duet)                     |                         | 6:06  |
| 14. | Somebody Stole My Car               |                         | 4:04  |
| 15. | Close to the Wire                   | Dave Davies             | 4:01  |
| 16. | Scattered                           |                         | 4:11  |
| 17. | Did Ya                              |                         | 4:32  |

Did Ya ne figure pas sur l'édition américaine de l'album.

## Musiciens
- Ray Davies : chant, claviers, guitare rythmique, chœurs
- Dave Davies : guitare, chant, chœurs
- Jim Rodford : basse, chœurs
- Bob Henrit : batterie